# Linea principale Eizan
La linea principale Eizan (叡山本線?, Eizan-honsen) è una linea ferroviaria giapponese della compagnia Eizan Electric Railway (Eiden) a Kyoto. Collega la stazione Demachiyanagi alla stazione Yase-Hieizanguchi.

## Storia
L'attuale linea principale Eizan fu aperta da Kyoto Electric Light (京都電燈?) nel 1925. Dopo la seconda guerra mondiale, insieme alla linea Kurama, fu gestita dalla Keifuku Electric Railroad (京福電気鉄道?). Di fronte a difficoltà finanziarie, queste linee furono vendute alla Eizan Electric Railway Division (叡山電鉄部?, Eizan Dentetsu-bu)) della Keifuku Electric Railroad. Nel 1986 viene trasferita alla Eizan Electric Railway.

## Caratteristiche
- Lunghezza: 5,6 km
- Scartamento: 1.435 mm
- Alimentazione: 600 V DC tramite catenaria
- Velocità massima: 60 km/h
- Numero di binari: doppio binario

## Stazioni
| N°  | Stazione                        | Nome giapponese      | Distanza (km) | Collegamenti                                | Posizione       |
| --- | ------------------------------- | -------------------- | ------------- | ------------------------------------------- | --------------- |
| E01 | Demachiyanagi                   | 出町柳               | 0             | Keihan : Ōtō                                | Sakyō-ku, Kyoto |
| E02 | Mototanaka                      | 元田中               | 0,9           |                                             | Sakyō-ku, Kyoto |
| E03 | Chayama - Kyōto-Geijutsudaigaku | 茶山・京都芸術大学駅 | 1,4           |                                             | Sakyō-ku, Kyoto |
| E04 | Ichijōji                        | 一乗寺               | 2,1           |                                             | Sakyō-ku, Kyoto |
| E05 | Shūgakuin                       | 修学院               | 2,9           |                                             | Sakyō-ku, Kyoto |
| E06 | Takaragaike                     | 宝ケ池               | 3,8           | Eiden : Kurama (interconnessione)           | Sakyō-ku, Kyoto |
| E07 | Miyakehachiman                  | 三宅八幡             | 4,4           |                                             | Sakyō-ku, Kyoto |
| E08 | Yase-Hieizanguchi               | 八瀬比叡山口         | 5,6           | Keifuku Electric Railroad: Funicolare Eizan | Sakyō-ku, Kyoto |

I numeri delle stazioni sono stati implementati dal 19 ottobre 2008.